# Endogonomycetes
Endogonomycetes é uma classe monotípica  de fungos do filo Mucoromycota cuja única ordem é Endogonales. Contém duas famílias, com quatro géneros e 27 espécies.

## Ciclo de vida
O ciclo de vida de Engogonales distingue-se por produzirem pequenos esporocarpos contendo inúmeros zigósporos, os quais são ingeridos por roedores e disseminados nas suas fezes.
Produzem também um odor fétido que atrai os mamíferos e os encoraja a ingerirem os corpos frutíferos, e deste modo a disseminarem os seus esporos.

## Alimentação
Como todos os fungos, são heterotróficos com alguns descritos como sapróbicos (com evidências ténues).